# سولدی
سولدی روستایی در فاصله ۴۲ کیلومتری شمال غرب شیروان است. مردم روستای سولدی به زبان ترکی خراسانی سخن می‌گویند. 
موقعیت جغرافیایی دقیق آن بر اساس گوگل مپ ۳۷°42'12.9"N ۵۷°48'03.9"E است. این روستا از شمال با روستاهای کاکلی قپز و آق قلا از جنوب تکمران از شرق کوه شیخ حسن و روستای پالکانلو و از غرب با ینگه قلعه هم مرز می باشد. سولدی دارای ۱۲۵ خانوار ساکن و612 نفر جمعیت است که به دلیل کوچ جوانان از روستا به شهرها با میانگین سنی بالایی در بین ساکنان روستا مواجه است. شغل مردم روستا کشاورزی و دامپروری است.
1. ↑  رساکو